# 普倫蒂斯高原
普倫蒂斯高原（英語：Prentice Plateau），是南極洲的高原，位於維多利亞地，處於阿波羅峰以西的維多利亞上冰川北岸，面積23平方公里，現時由南極條約體系管理。